# بریانته وبر
بریانته وبر (انگلیسی: Brianté Weber؛ زادهٔ ۲۹ دسامبر ۱۹۹۲) بازیکن بسکتبال اهل ایالات متحده آمریکا است.
از باشگاه‌هایی که در آن بازی کرده‌است می‌توان به میامی هیت و ممفیس گریزلیز اشاره کرد.